# Dólar (Granada)
Dólar es un municipio español situado en la parte suroriental de la comarca de Guadix, en la provincia de Granada, comunidad autónoma de Andalucía.
Limita con los municipios granadinos de Ferreira, Huéneja, Valle del Zalabí, Gor y Baza; y con los almerienses de Fiñana y Bayárcal.
El municipio dolorio es una de las ocho entidades que componen la mancomunidad del Marquesado del Zenete, y comprende los núcleos de población de Dólar —capital municipal— y El Pocico, siendo este último uno de los dos enclaves con los que cuenta el territorio, junto a El Raposo. En total, cuenta con una población de 606 habitantes (INE 2024).
Gran parte de su término lo ocupan el parque nacional y natural de Sierra Nevada y el parque natural de la Sierra de Baza.

## Toponimia
Existen tres teorías sobre el origen del nombre. La primera es que, según el historiador nazarí Ibn al-Jatib, el nombre hace referencia a los maestros toneleros que trabajaban con hachas conocidas como dólar, los cuales se asentaron en el pueblo. Esta teoría data del siglo XIV, cuando ya se conocía al pueblo como Dólar.
También puede deberse a Dolaria, término alusivo a un lugar abundante en madera, en relación con un bosque primitivo muy cercano a la localidad.
Por último, el topónimo puede derivar del árabe "Dār" («[la] casa»), lo que puede indicar que ahí estuvo una posada o fonda, camino al puerto de La Ragua.

## Símbolos
Dólar cuenta con un escudo y bandera adoptados oficialmente el 1 de septiembre de 1994.

### Escudo
Su descripción heráldica es la siguiente:

Escudo partido. Primero, de sinople (verde), sotuer de plata (blanco); segundo, de gules (rojo), torre de plata; entado en punta de plata, ocho roeles de gules. Va timbrado con la Corona Real Española.

### Bandera
La enseña del municipio tiene la siguiente descripción:

Bandera de paño rectangular, de proporciones 2/3, de color verde, con un aspa o cruz de San Andrés de color blanco, de borde a borde, que lleva ocho círculos rojos, dos en cada brazo.

## Historia
Históricamente, el primer asentamiento documentado de Dólar se remonta a la dominación romana de la Península, cuando el pueblo comenzó a ser una aldea y la población se asentó en las zonas más soleadas de los cerros.

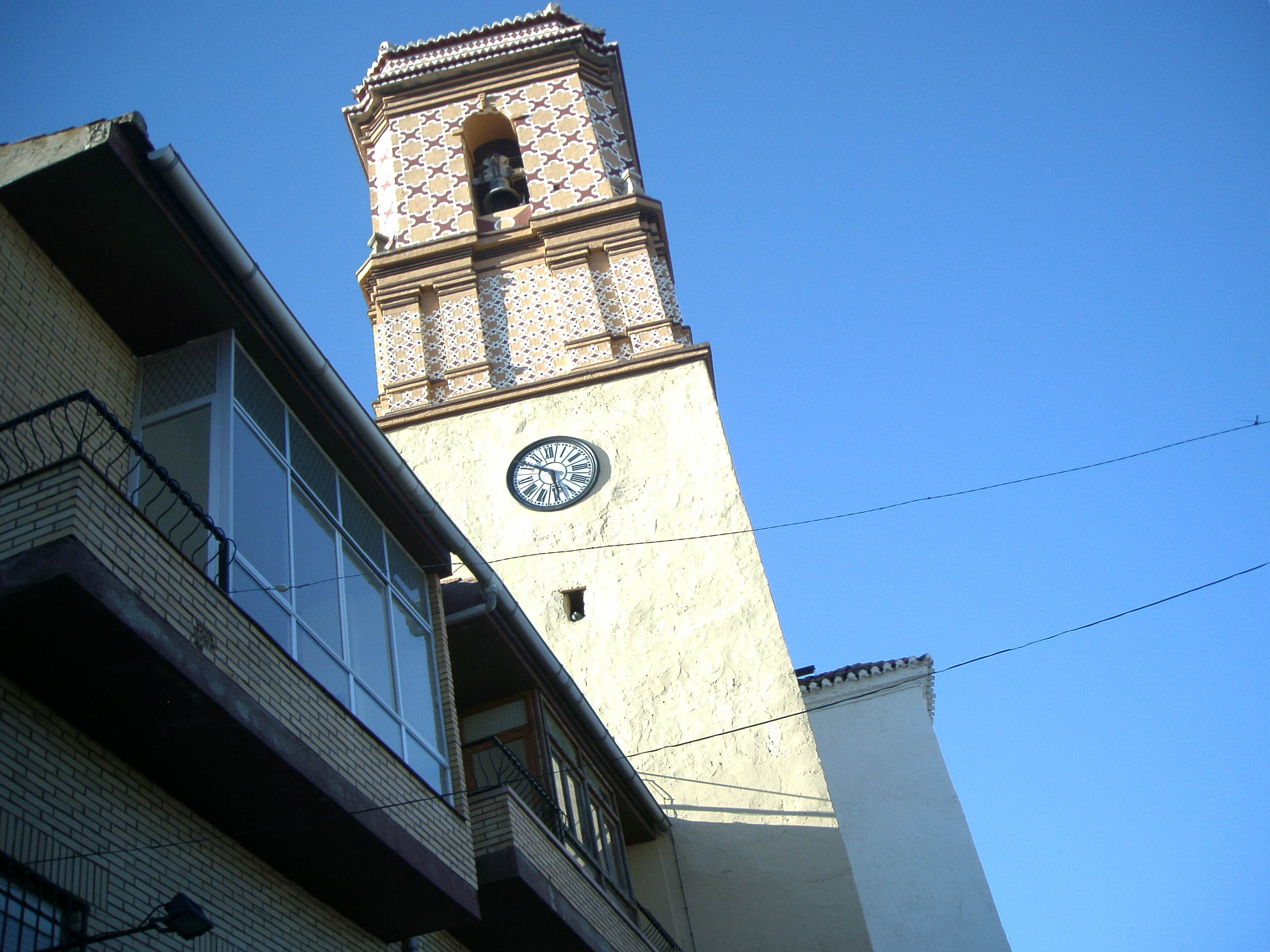
Campanario de la iglesia parroquial de Dólar

Durante la época musulmana, el geógrafo al-Idrisi documentó un enorme castillo amurallado, dando al pueblo una condición de fortaleza. Cerca existían dos pequeñas aldeas de origen mozárabe hasta la Reconquista efectuada por los Reyes Católicos.
Tras la Toma de Granada, Dólar abandonó su fortaleza, se incluyó al Marquesado del Zenete y se repobló con cristianos procedentes de otras partes de España, principalmente del Reino de Jaén. Los colonos que llegaron de Baeza en el siglo XVI trajeron consigo el culto al apóstol San Andrés, patrón del municipio.

## Geografía

### Situación
Integrado en la comarca de Guadix, se encuentra situado a 79 kilómetros de la capital provincial, a 83 de Almería, a 134 de Jaén y a 251 de Murcia. El término municipal está atravesado por la autovía A-92, que conecta la ciudad de Granada con Almería.
| Noroeste: Ferreira y Huéneja | Norte: Valle del Zalabí | Nordeste: Gor y Baza        |
| Oeste: Ferreira              |                         | Este: Fiñana (AL) y Huéneja |
| Suroeste: Bayárcal (AL)      | Sur: Bayárcal (AL)      | Sureste: Huéneja            |

## Demografía
Cuenta con una población de 606 habitantes (INE 2024), que se distribuyen de la siguiente manera:
| Unidad poblacional | Hab. |
| ------------------ | ---- |
| Dólar              | 582  |
| El Pocico          | 12   |
| diseminado         | 30   |
| TOTAL              | 624  |

### Evolución de la población
| Gráfica de evolución demográfica de Dólar entre 1842 y 2021                                                         |
| |
| Población de derecho según los censos de población del INE Población de hecho según los censos de población del INE |

## Economía

### Evolución de la deuda viva municipal
| Gráfica de evolución de la deuda viva del Ayuntamiento de Dólar entre 2008 y 2019                                |
| |
| Deuda viva del Ayuntamiento de Dólar en miles de euros según datos del Ministerio de Hacienda y Función Pública. |

## Administración y política
Los resultados en Dólar de las últimas elecciones municipales, celebradas en mayo de 2023, son:
| Elecciones Municipales - Dólar (2023) | Elecciones Municipales - Dólar (2023)    | Elecciones Municipales - Dólar (2023) | Elecciones Municipales - Dólar (2023) | Elecciones Municipales - Dólar (2023) |
| Partido político                      | Partido político                         | Votos                                 | Votos                                 | Concejales                            |
| ------------------------------------- | ---------------------------------------- | ------------------------------------- | ------------------------------------- | ------------------------------------- |
|                                       | Partido Popular (PP)                     | 234                                   | 60,62 %                               | 4                                     |
|                                       | Partido Socialista Obrero Español (PSOE) | 144                                   | 37,30 %                               | 3                                     |

### Alcaldes
| Legislatura | Nombre                                                                   | Grupo   |
| ----------- | ------------------------------------------------------------------------ | ------- |
| 1979-1983   | Juan de Dios Ramírez Alcalde                                             | PSOE    |
| 1983-1987   | Nicolás Rodríguez Pérez                                                  | PSOE    |
| 1987-1991   | Juan de Dios Ramírez Alcalde                                             | PSOE    |
| 1991-1995   | Juan de Dios Ramírez Alcalde                                             | PSOE    |
| 1995-1999   | Juan de Dios Ramírez Alcalde                                             | PSOE    |
| 1999-2003   | Juan de Dios Ramírez Alcalde                                             | PSOE    |
| 2003-2007   | Juan de Dios Ramírez Alcalde                                             | PSOE    |
| 2007-2011   | Bernardino Aranda García (2007) Juan de Dios Ramírez Alcalde (2007-2011) | PP PSOE |
| 2011-2015   | Inmaculada Góngora López                                                 | PSOE    |
| 2015-2019   | Rafael Martínez Tudela                                                   | PP      |
| 2019-2023   | Rafael Martínez Tudela                                                   | PP      |
| 2023-act.   | Rafael Martínez Tudela                                                   | PP      |

## Comunicaciones

### Carreteras
La principal vía de comunicación que transcurre por el municipio es:
| Identificador | Denominación | Itinerario        |
| ------------- | ------------ | ----------------- |
| A-92          | Autovía A-92 | Sevilla - Almería |

Algunas distancias entre Dólar y otras ciudades:
| Ciudades | Distancia (km) |
| -------- | -------------- |
| Guadix   | 22             |
| Granada  | 79             |
| Almería  | 83             |
| Jaén     | 134            |
| Murcia   | 251            |

### Ferrocarril
Por el municipio también pasa la línea Linares Baeza-Almería que une la ciudad de Almería con Guadix hacia Granada o hacia Madrid. Cuenta con la estación de Huéneja-Dólar, actualmente sin servicio de viajeros, aunque puede ser utilizada como apartadero para efectuar cruces de trenes.
La línea Huéneja-Dólar a Minas del Marquesado, inaugurada en 1916, era un ramal que enlazaba el coto minero de Alquife con la red ferroviaria general a través de la estación de Huéneja-Dólar. En la actualidad las instalaciones se encuentran fuera de servicio y ningún tren circula por sus vías. En 2023 fue excluida de la Red Ferroviaria de Interés General por no encontrarse en explotación.

## Servicios públicos

### Sanidad
El municipio cuenta con un consultorio médico de atención primaria situado en la calle Escuelas s/n, dependiente del Área de Gestión Sanitaria Nordeste de Granada. El servicio de urgencias está en el centro de salud de Alquife, y el área hospitalaria de referencia es el Hospital de Alta Resolución de Guadix.

### Educación
El único centro educativo que hay en el municipio es:
| Denominación genérica | Nombre del centro | Naturaleza | Dirección        |
| --------------------- | ----------------- | ---------- | ---------------- |
| Colegio público rural | CPR Monte Chullo  | Público    | C/ Escuelas, s/n |

## Cultura

### Patrimonio
Entre sus monumentos destaca la iglesia de la Anunciación, construida en el siglo XVII y concluida al siguiente sobre una iglesia anterior más pequeña. En su interior se encuentra una amplia nave cubierta por una bóveda de cañón. La cúpula es de estilo barroco sobre pechinas, mientras que la torre es de tres cuerpos. La portada principal es sencilla. Hacia 2005 se descubrieron pinturas barrocas.
También cabe destacar la ermita de San Andrés, de estilo mudéjar; la ermita de San Antón, construida en 1952; los restos del castillo árabe, de origen incierto pero documentado ya en el siglo XII; y los baños árabes, declarados Bien de Interés Cultural.

### Gastronomía
Entre la gastronomía local destacan el guisao de pimientos, el potaje de garbanzos, el bacalao frito con tomate, las migas de pan, la olla segaora, las gachas de maíz, la zalamandroña y las matanzas. También pueden degustarse el lomo de orza, el choto al ajillo y los vinos, pan y quesos artesanos de la zona.